# Fediverso

Proposta de logo para o Fediverse

Fediverso é o ecossistema que permite que redes sociais, blogs e sites independentes, hospedados em servidores diferentes, compartilhem informações entre plataformas. O compartilhamento de dados é possível pelo uso de protocolos abertos,.  descentralizados e interoperáveis. O termo Fediverso é a junção de "federação" e "universo". Uma federação unifica servidores independentes, chamados de instâncias, sem interferir no funcionamento das demais unidades que integram o sistema.
Os usuários podem criar identidades em diferentes instâncias. Além de se comunicar com os perfis da instância na qual a identidade foi criada, é possível trocar informações com usuários que possuem identidades em outras instâncias participantes do sistema. 

## História
Em 2008, a rede social identi.ca foi fundada por Evan Prodromou. Ele publicou o software GNU Social sob uma licença livre (GNU Affero General Public License, AGPL). Além do servidor, o identi.ca, havia poucas outras instâncias da rede existentes, dirigidas por pessoas para seu próprio uso. Isso mudou em 2011/2012, quando o identi.ca migrou para um novo software chamado pump.io. Várias novas instâncias do GNU Social foram criadas, e ao mesmo tempo, projetos como o Friendica, o Hubzilla, o Mastodon e o Pleroma integraram o protocolo OStatus, expandindo o fediverso.
Entretanto, outros protocolos de comunicação têm surgido e sido integrados em diferentes graus em plataformas existentes. Em janeiro de 2016, o W3C apresentou o protocolo ActivityPub com o objetivo de melhorar a interoperabilidade das plataformas. Desde agosto de 2018, este protocolo é suportado por quatro plataformas.

## Exemplo
Esse sistema é semelhante ao funcionamento do e-mail: você pode ter um e-mail no Gmail e outra pessoa pode usar o Yahoo, mas mesmo assim vocês conseguem trocar mensagens, porque ambos os serviços usam protocolos compatíveis.

## Protocolos de comunicação
Esses protocolos de comunicação que seguem o padrão aberto são utilizados no fediverso:
- ActivityPub
- DFRN[7]
- Diaspora
- OStatus
- Zot & Zot/6[8]

## Softwares integrados
Os softwares que abrangem o fediverso são todos livres. Alguns deles lembram vagamente o estilo do Twitter (por exemplo, o Mastodon e o GNU Social, que são similares ao Twitter por sua função de microblog), enquanto outros incluem mais opções de comunicação e de transação que são mais parecidas às do Google+ ou Facebook (como é o caso com o Friendica e Hubzilla).
As plataformas abrangem o fediverso, utilizando-se dos seguintes protocolos de comunicação:
| Nome da Plataforma                           | Tipo                                                                                        | ActivityPub  | DFRN | Rede Diaspora | OStatus  | Zot Zot/6 |
| -------------------------------------------- | ------------------------------------------------------------------------------------------- | ------------ | ---- | ------------- | -------- | --------- |
| Aardwolf                                     | Rede social                                                                                 | Sim          | Não  | Não           | Não      | Não       |
| Anfora                                       | Hospedagem de imagens                                                                       | Em progresso | Não  | Não           | Não      | Não       |
| CloutStream                                  | Rede social profissional                                                                    | Sim          | Não  | Não           | Não      | Não       |
| Diaspora*                                    | Rede social, Microblogging                                                                  | Proposto     | Não  | Sim           | Não      | Não       |
| distbin                                      | Pastebin                                                                                    | Sim          | Não  | Não           | Não      | Não       |
| Friendica (f. Friendika; orig. Mistpark)     | Rede social, Microblogging                                                                  | Sim          | Sim  | Sim           | Sim      | Não       |
| Funkwhale                                    | Áudio, hospedagem de som                                                                    | Sim          | Não  | Não           | Não      | Não       |
| GNU MediaGoblin                              | hospedagem de arquivos, imagens, áudio, vídeo                                               | Proposto     | Não  | Não           | Não      | Não       |
| GNU social (f. StatusNet; orig. Laconica)    | Microblogging                                                                               | Proposto     | Não  | Não           | Sim      | Não       |
| Hubzilla (f. RedMatrix; orig. Friendica-Red) | CMS, Rede social, Microblogging, Wiki, Blogging, Galeria de imagens, Hospedagem de arquivos | Sim          | Não  | Sim           | Sim      | Zot       |
| Lemmy                                        | Comunidades de fóruns de discussão                                                          | Sim          | Não  | Não           | Não      | Não       |
| Littr.me                                     | Compartilhamento de links                                                                   | Sim          | Não  | Não           | Não      | Não       |
| Mastodon                                     | Microblogging                                                                               | Sim          | Não  | Não           | Sim      | Não       |
| microblog.pub                                | Microblogging                                                                               | Sim          | Não  | Não           | Não      | Não       |
| Misskey                                      | Rede social, Microblogging                                                                  | Sim          | Não  | Não           | Não      | Não       |
| Nextcloud                                    | Hospedagem de arquivos                                                                      | Sim          | Não  | Não           | Não      | Não       |
| Numaverse                                    | Microblogging, Blockchain de Ethereum                                                       | Sim          | Não  | Não           | Não      | Não       |
| Osada                                        | Rede social, Microblogging                                                                  | Sim          | Não  | Não           | Não      | Zot/6     |
| PeerPx                                       | Hospedagem de imagens                                                                       | Sim          | Não  | Não           | Não      | Não       |
| PeerTube                                     | Hospedagem de vídeo                                                                         | Sim          | Não  | Não           | Não      | Não       |
| Pixelfed                                     | Hospedagem de imagens                                                                       | Sim          | Não  | Não           | Não      | Não       |
| Pleroma                                      | Microblogging                                                                               | Sim          | Não  | Não           | Sim      | Não       |
| Plume                                        | Blogging                                                                                    | Sim          | Não  | Não           | Não      | Não       |
| postActiv                                    | Microblogging                                                                               | Proposto     | Não  | Não           | Sim      | Não       |
| Prismo                                       | Compartilhamento de links                                                                   | Sim          | Não  | Não           | Não      | Não       |
| Pubcast (f. Metapods)                        | Netcasting                                                                                  | Sim          | Não  | Não           | Não      | Não       |
| pump.io                                      | Microblogging                                                                               | Proposto     | Não  | Não           | Removido | Não       |
| Read.as                                      | Leitor de feed                                                                              | Sim          | Não  | Não           | Não      | Não       |
| Socialhome                                   | Sítio eletrónico, Rede social, Microblogging                                                | Em progresso | Não  | Sim           | Não      | Proposto  |
| Write.as / Write Freely                      | Blogging                                                                                    | Sim          | Não  | Não           | Não      | Não       |
| Zap                                          | Rede social, Microblogging                                                                  | Não          | Não  | Não           | Não      |           |

## Disseminação da rede
O serviço de estatística the-federation.info confirma, para o dia 6 de dezembro de 2018, os seguintes dados sobre o fediverso. As estatísticas, entretanto, não refletem toda a rede.
- Número de instâncias (servidores): 3 952
- Número de identidades: 2 382 670
- Número de mensagens: 201 681 558
- Número de comentários: 4 764 706